# Ich habe im Mai von der Liebe geträumt (Film)
Ich habe im Mai von der Liebe geträumt ist ein deutscher Stummfilm aus dem Jahre 1927 von Franz Seitz senior mit Wilhelm Dieterle, der den Film auch produzierte, und Grete Reinwald in den Hauptrollen. 

## Handlung
Peter liebt Liesel, und sie erwidert seine Gefühle. Alles wäre in bester Ordnung, wenn der schüchterne Bauer nur endlich einmal über seine Gefühle mit ihr sprechen würde, und da er dies nicht tut, schaut sich Liesel anderweitig um und findet einen würdigen Ersatz in dem jungen Studiosus Fritz Lohr, einem Musiker, mit dem sie sogleich anbandelt. Da gerade Frühling ist, setzt Peters Konkurrent sogleich seine beste Waffe ein: Er komponiert für Liesel ein Lied, das „Ich habe im Mai von der Liebe geträumt“ heißt und Liesels Herz zum Schmelzen bringen soll. 
Als Fritz zwecks Stellenangebot nach Berlin geht, verlangt er von Liesel, daheim auf ihn zu warten. Doch ganz so ernst meint es der Musikus mit dem Mädchen denn doch nicht. Dies ist auch nicht weiter schlimm, denn Liesel muss feststellen, dass Mai hin, Liebeslied her, ihr Herz noch immer Peter gehört und sie sich nur deshalb auf Fritz eingelassen hatte, um Peter eifersüchtig zu machen. Bald fällt auch bei dem Bauernjungen der Groschen, und beide heiraten, nachdem Liesel nach Berlin gefahren ist, um sich von Fritz vom gegebenen Eheversprechen entbinden zu lassen.

## Produktionsnotizen
Gedreht im April und Mai 1927 im Filmatelier von Berlin-Staaken, passierte Ich habe im Mai von der Liebe geträumt die Zensur am 20. Juni 1927 und wurde am 16. August desselben Jahres in Berlins Primus-Palast uraufgeführt. Die Wiener Premiere fand am 10. August 1928 statt. Der für die Jugend freigegebene Sechsakter war 1924 Meter lang. 
Jacques Rotmil gestaltete die Filmbauten, die Aufnahmeleitung übernahm Alfred Kern.

## Kritiken
Das Kino-Journal befand: „Wilhelm Dieterles Spiel ist wie gewöhnlich zart und fein gezeichnet, wie es für diese Rolle notwendig war. Ein überaus guter Film, der durch seine Einfachheit hinter keinem Gesellschaftsdrama zurücksteht.“
Die Österreichische Film-Zeitung urteilte kurz: „Ein hübscher, lustiger Film, der gut gespielt wird und wunderschöne Bilder zeigt.“